# Goldwin Smith
Goldwin Smith, född den 20 augusti 1824 i Reading, död den 7 juni 1910 i Toronto, var en brittisk historiker och politisk skriftställare.
Smith blev lärare vid University College i Oxford och nedlade som medlem i flera organisationskommittéer ett betydande arbete på den engelska universitetsundervisningens reformering. Åren 1858-1866 var han professor i nyare tidens historia vid Oxfords universitet. Hans livliga politiska intresse hindrade honom emellertid att ägna mycken tid åt historisk forskning; hans historiska arbeten (Three english statesmen: Pym, Cromwell and Pitt, 1867, The United states, an outline of political history, 1893, och The United kingdom, a political history, 1899, med flera) äger sitt största värde i den glänsande framställningskonsten.
Inom politiken var Smith radikal av den äldre skolan, bekämpade ivrigt de imperialistiska idéerna, bland annat i tidningsartiklar i Daily News och Manchester Guardian, samt sympatiserade närmast med John Bright. Genom framgångsrik propaganda i England för nordstaternas sak under inbördeskriget blev Smith mycket populär i Förenta staterna, och 1868 antog han en professur vid Cornelluniversitetet i Ithaca; därifrån flyttade han 1871 till Toronto i Kanada, där han sedermera verkade som tidskriftsutgivare och tidtals ganska inflytelserik politisk skriftställare, samtidigt genom bidrag till den engelska pressen oavlåtligen deltagande i den politiska diskussionen i hemlandet. Hans inflytande på Kanadas politik minskades väsentligt genom hans förordande av union mellan Brittiska Nordamerika och Förenta staterna (bland annat i Canada and the canadian question, 1891).
Smith bekämpade ivrigt Gladstones home-rule-politik och uppträdde i Commonwealth or empire? (1902) mot de imperialistiska strömningarna i Förenta staterna. Bland Smiths övriga skrifter märks Essays on questions of the day (1893; ny upplaga 1894) och Guesses at the riddle of existence (en bekännelse till religiös agnosticism, 1897). Smiths efterlämnade memoarverk Reminiscences utgavs 1911 av Arnold Haultain. Hans mångsidiga intressen och livliga framställningskonst förvärvade åt hans skrifter vidsträckt spridning inom hela den engelsktalande världen.